# 豊足神社

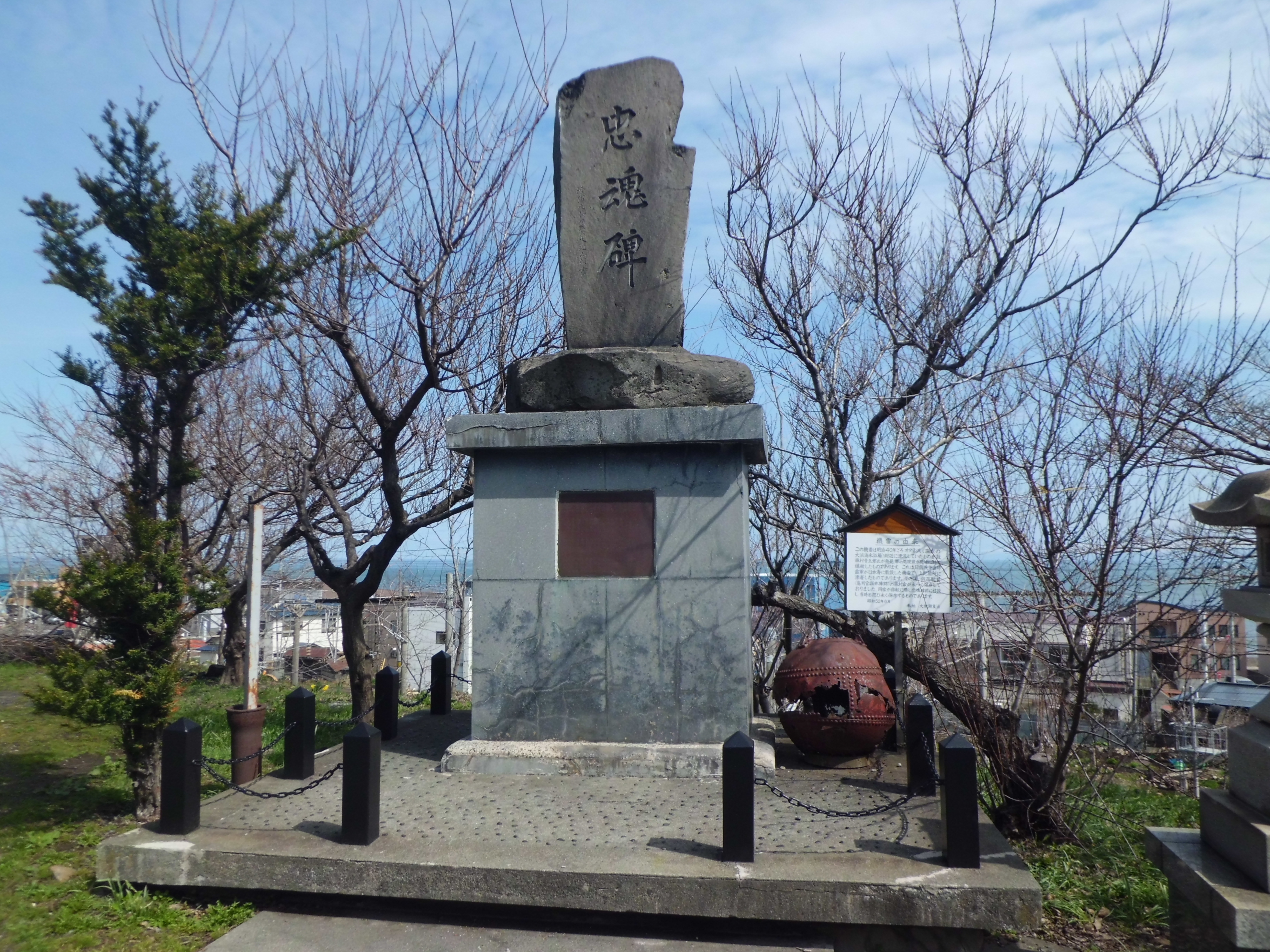
忠魂碑と機雷

豊足神社（とよたりじんじゃ）は、小樽市銭函2丁目9番10号にある神社。旧社格は村社。
境内に建つ忠魂碑の脇には、壊れた機雷が置かれている。これは日露戦争でロシア軍が敷設した物で、1907年（明治40年）ころに漂着し、爆破処理された残骸である。長らく発見者が保管していたが、転居に伴って当社に奉納された。

## 祭神
- 豊受姫大神（とようけひめのおおかみ）
- 藤原三吉命（ふじわらのみよしのみこと）
- 大国主大神（おおくにぬしのおおかみ）

## 歴史
- 1780年（安永9年）9月10日、阿部屋伝次郎が近隣を巡察。伝承によれば、その後に地域の守護神として尊伝稲荷神社を建立したという[2]。
- 1871年（明治4年）、神社が再建される[2]。
- 1875年（明治8年）、村社となる[2]。
- 1876年（明治9年）、豊足神社と改称[2]。
- 1916年（大正5年）4月、移転を出願[2]。
- 1917年（大正6年）、現在地に移転[2]。
- 1940年（昭和15年）6月25日、神饌幣帛料供進神社に指定される[2]。
- 1946年（昭和21年）、宗教法人となる[2]。
- 1996年（平成8年）9月15日、三吉神社を合祀[2]。